# Prachya Pinkaew
Prachya Pinkaew (Nakhon Ratchasima, 2 settembre 1962) è un regista, sceneggiatore e produttore cinematografico thailandese.

## Biografia
Prachya Pinkaew si è diplomato in architettura alla Nakhon Ratchasima Technology College nella provincia di Nakhon Ratchasima. Ha cominciato la sua carriera come direttore artistico alla Packshot Entertainment, una agenzia pubblicitaria. Nel 1992 ha realizzato il suo primo film: The Magic Shoes; ma è nel 2003 che raggiunge la popolarità anche fuori dalla patria con Ong-Bak - Nato per combattere, che è stato il suo più grande successo e che ha lanciato Tony Jaa a star internazionale. Nel 2005 ha girato The Protector - La legge del Muay Thai, sempre con Tony Jaa nel ruolo di protagonista.

## Filmografia

### Regista
- The Magic Shoes (Rawng tah laep plaep) (1992)
- Dark Side Romance (Goet iik thii tawng mii theu) (1995)
- Ong-Bak - Nato per combattere (Ong-Bak) (2003)
- The Protector - La legge del Muay Thai (Tom yum goong) (2005)
- Chocolate (2008)
- 4 Romance (2008)
- Elephant White (2011)
- The Kick (2011)[1]
- The Protector 2 (Tom yum goong 2) (2013)[2]
- Luk Thung Signature (2016)
- Sisters (2019)

### Sceneggiatore
- Ong-Bak - Nato per combattere (Ong-Bak) (2003)
- The Protector - La legge del Muay Thai (Tom yum goong) (2005)

### Produttore
- Body Jumper (2001)
- 999-9999 (2002)
- Hoedown Showdown (2002)
- Heaven's Seven (2002)
- Sayew (2003)
- The Unborn (2003)
- Fake (2003)
- Ong-Bak - Nato per combattere (Ong-Bak) (2003)
- Pisaj (2004)
- Born to Fight - Nati per combattere (2004)
- Midnight My Love (2005)
- The Protector - La legge del Muay Thai (Tom yum goong) (2005)
- Mercury Man (2006)
- Dynamite Warrior (2007)
- The Sperm (2007)
- Sick Nurses (2007)
- Opapatika (2007)
- The Love of Siam (2007)
- Ong-Bak 2 - La nascita del dragone (Ong-Bak 2) (2008)
- Chocolate (2008)
- Power Kids (2009)